# Allende nigrohumeralis
Allende nigrohumeralis là một loài nhện trong họ Tetragnathidae.
Loài này thuộc chi Allende. Allende nigrohumeralis được miêu tả năm 1899 bởi F. Octavius Pickard-Cambridge.